# Province de Carhuaz
La province de Carhuaz (en espagnol : Provincia de Carhuaz) est l'une des vingt provinces de la région d'Ancash, au Pérou. Son chef-lieu est la ville de Carhuaz.

## Géographie
La province couvre une superficie de 803,95 km2. Elle est limitée au nord et à l'ouest par la province de Yungay, à l'est par la province d'Asunción et la province de Huari, au sud par la province de Huaraz.

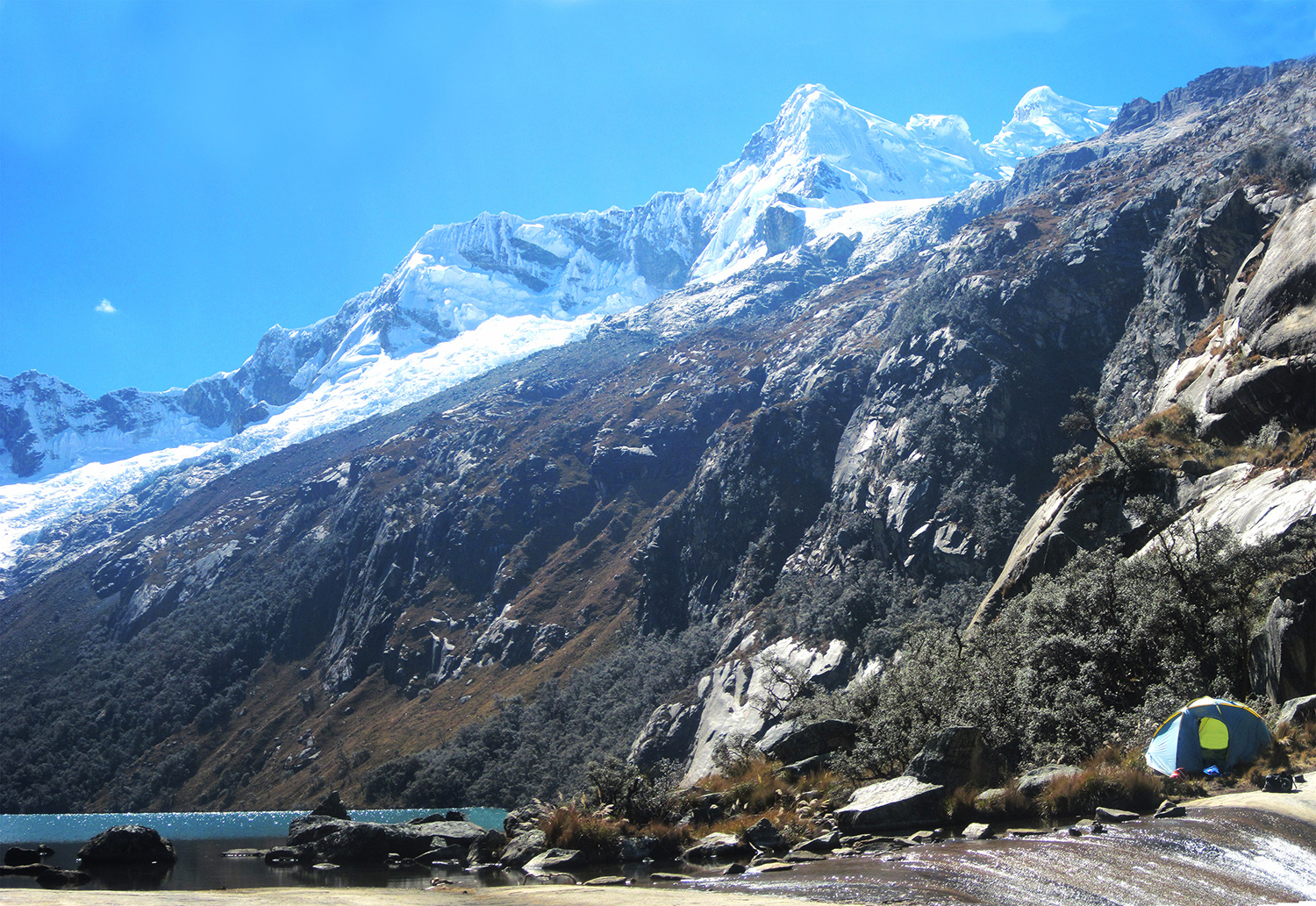
Awkishqucha

## Population
La population de la province s'élevait à 43 902 habitants en 2007.

## Subdivisions
La province de Carhuaz est divisée en onze districts :
- Acopampa
- Amashca
- Anta
- Ataquero
- Carlos Fermín Fitzcarrald
- Marcará
- Pariahuanca
- San Miguel de Aco
- Shilla
- Tinco
- Yungar